# Rijnsburg
Rijnsburg è una località dei Paesi Bassi, a nord-ovest di Leida, situata nella municipalità di Katwijk, nella provincia dell'Olanda meridionale, fino al gennaio 2006 comune autonomo.
I principali punti di interesse sono costituiti dalla Grote Kerk (chiesa grande), una chiesa protestante la cui costruzione iniziò alla fine del XVI secolo inglobando i resti di una precedente abbazia medievale fondata nel 1133 e distrutta durante l'assedio di Leida del 1573-4, e la casa di Spinoza, una casa-museo dove il filosofo visse dal 1661 al 1663. Fra il XVII e il XVIII secolo il centro era noto per essere la principale sede della comunità religiosa protestante dei Collegianti.
A Rijnsburg ha inoltre sede la società calcistica dei Rijnsburgse Boys, fondata nel 1930, che nella stagione 2023-24 milita in Tweede Divisie, il terzo livello della piramide calcistica nei Paesi Bassi.

## Galleria d'immagini

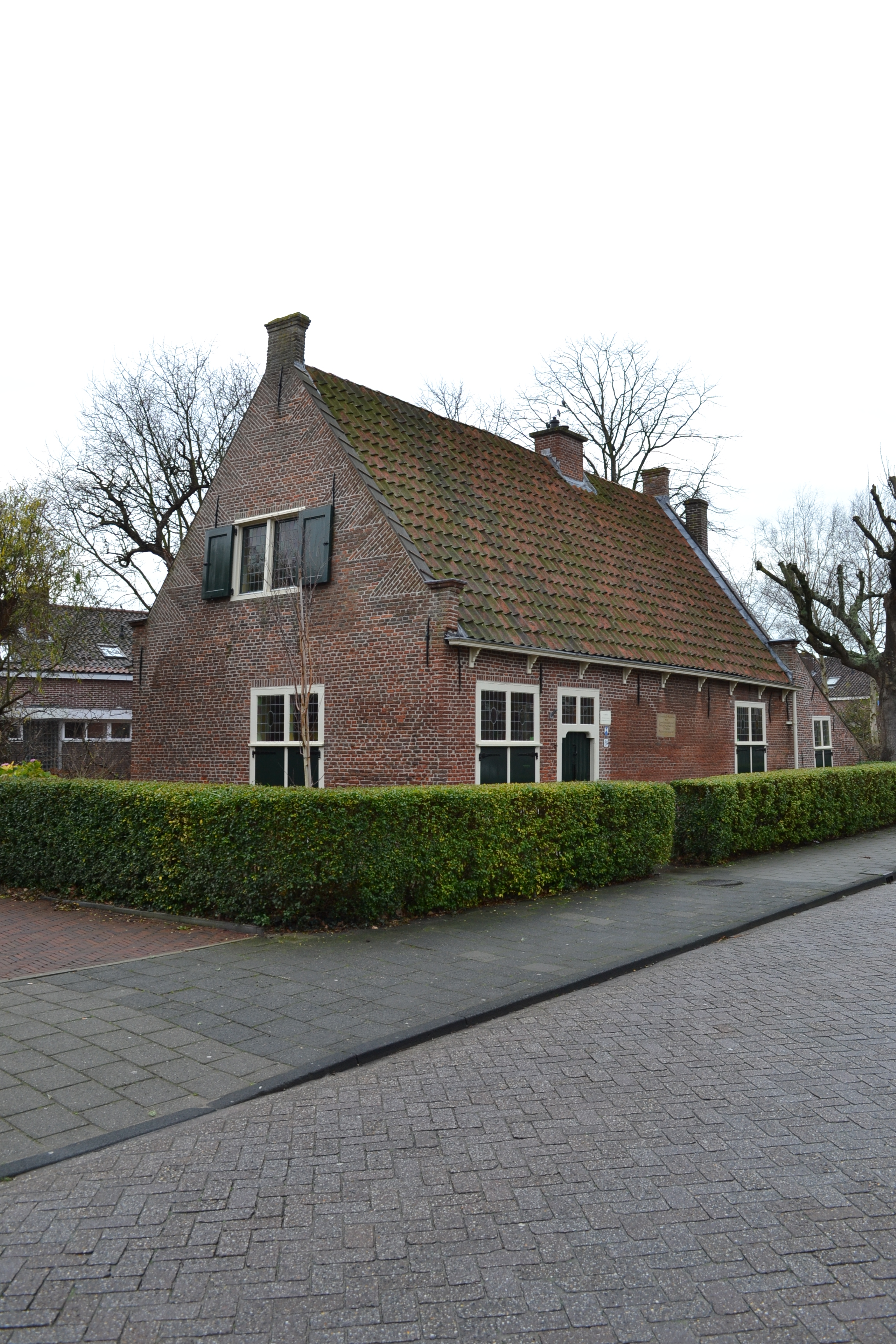
La casa di Spinoza
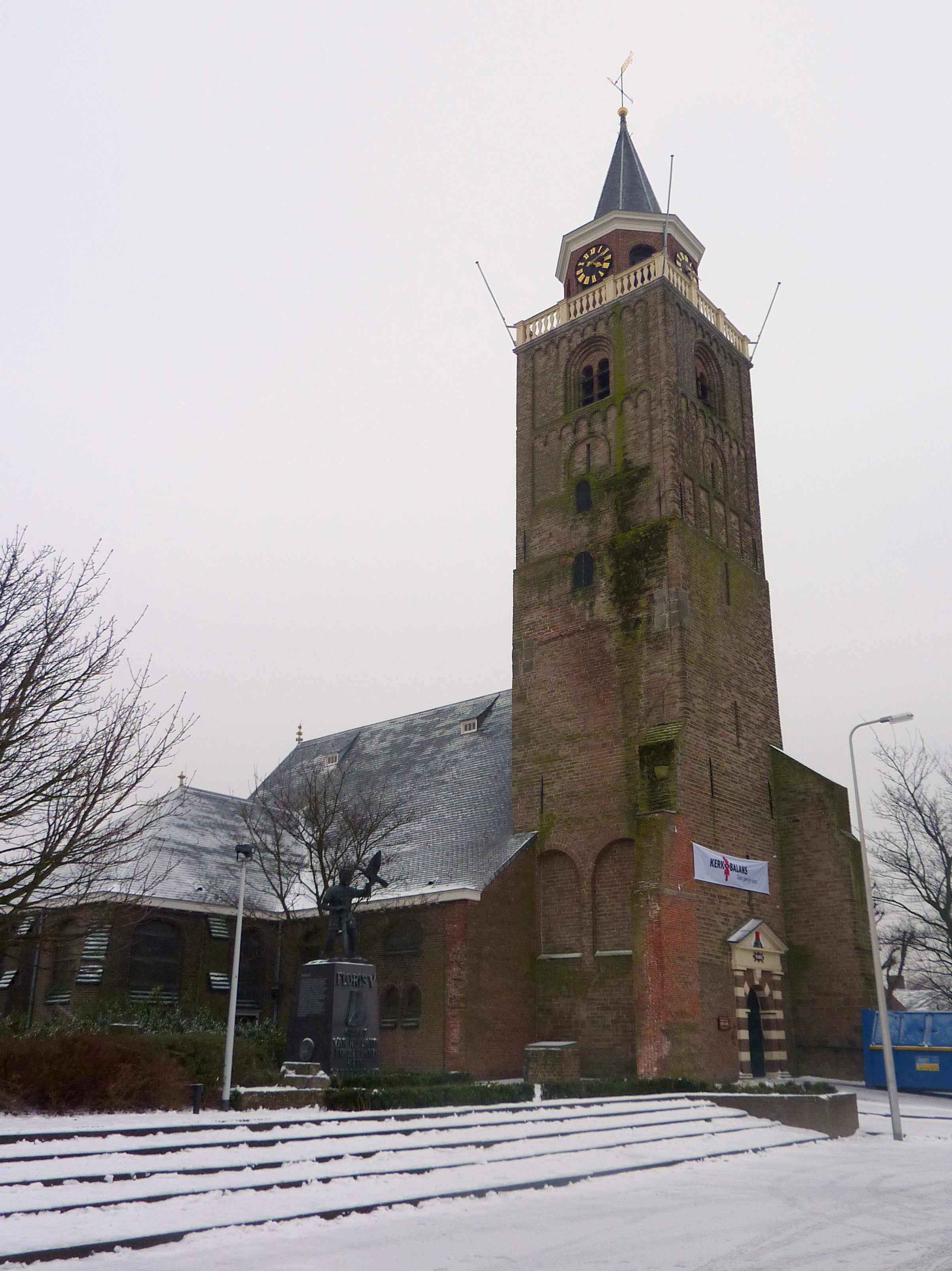
La Grote Kerk, con in evidenza la torre romanica risalente al medioevo.